# El pequeño gran mundo de Jessica
El pequeño gran mundo de Jessica es una serie de televisión infantil animada estadounidense que se estrenó el 20 de septiembre de 2023 en el bloque preescolar Cartoonito de Cartoon Network. Es una serie derivada de El mundo de Craig.

## Trama
Jessica se abre camino a través de un mundo donde todo parece mucho más grande que ella; Inspirada por los adultos que la rodean, persiste en conquistar monumentales tareas infantiles.

## Personajes
- Lucia Cunningham como Jessica Williams
- Alani Ilongwe como Tío Peuqeño
- Ozioma Akagha como Jessica Grande
- Byron Marc Newsome como Duane Williams
- Kimberly Hebert Gregory como Nicole Williams
- Phil LaMarr como Bernard Williams
- Philip Solomon como Craig Williams

## Episodios
| No. serie | No. temp. | Título                                                    | Estreno Original         | Estreno Latinoamérica | Cód. Prod. | Audiencia (millones) |
| --------- | --------- | --------------------------------------------------------- | ------------------------ | --------------------- | ---------- | -------------------- |
| 1         | 1         | «La rutina para ir a dormir» «Bedtime Routine»            | 20 de septiembre de 2023 | 4 de marzo de 2024    | 101        | —                    |
| 2         | 2         | «El gran baño del Tío Pequeño» «Small Uncle's Big Bath»   | 3 de octubre de 2023     | 5 de marzo de 2024    | 102        | 0.07                 |
| 3         | 3         | «El parque de los niños grandes» «The Big Kid Playground» | 4 de octubre de 2023     | 6 de marzo de 2024    | 103        | —                    |
| 4         | 4         | «La amistad en el supermercado» «Grocery Store Friend»    | 5 de octubre de 2023     | 7 de marzo de 2024    | 104        | 0.07                 |
| 5         | 5         | «Un juguete brillante» «Glow Toy»                         | 6 de octubre de 2023     | 8 de marzo de 2024    | 105        | —                    |
| 6         | 6         | «Pijamada» «Sleepover»                                    | 1 de enero de 2024       | 1 de abril de 2024    | 106        | —                    |
| 7         | 7         | «Gemela pequeña» «Little Twin»                            | 1 de enero de 2024       | 18 de marzo de 2024   | 107        | —                    |
| 8         | 8         | «Spike el erizo» «Spike the Hedgehog»                     | 1 de enero de 2024       | 25 de marzo de 2024   | 108        | —                    |
| 9         | 9         | «El restaurante de Jessica» «Jessica's Restaurant»        | 1 de enero de 2024       | 11 de marzo de 2024   | 109        | —                    |
| 10        | 10        | «Foto familiar» «Family Photo»                            | 1 de enero de 2024       | 8 de abril de 2024    | 110        | —                    |
| 11        | 11        | «Hora de dibujar» «Drawing Time»                          | 8 de abril de 2024       | 15 de abril de 2024   | 111        | —                    |
| 12        | 12        | «El picnic de Jessica» «Jessica's Picnic»                 | 9 de abril de 2024       | 22 de abril de 2024   | 112        | —                    |
| 13        | 13        | «El invento secreto» «The Secret Invention»               | 10 de abril de 2024      | 29 de abril de 2024   | 113        | —                    |
| 14        | 14        | «Bici de niña grande» «Big Kid Bike»                      | 11 de abril de 2024      | 6 de mayo de 2024     | 114        | —                    |
| 15        | 15        | «Rescate en la lluvia» «Rain Rescue»                      | 12 de abril de 2024      | 13 de mayo de 2024    | 115        | —                    |
| 16        | 16        | «La Chupa Dedo» «The Thumbsucker»                         | 27 de mayo de 2024       | 3 de junio de 2024    | 116        | —                    |

## Producción
El 17 de febrero de 2021, se anunció que se estaba desarrollando una serie derivada de preescolar centrada en la hermana pequeña de Craig, Jessica. Titulada Jessica's Big Little World, la nueva serie se emitirá como parte del bloque preescolar Cartoonito de Cartoon Network. El 19 de enero de 2022 se anunció que la serie se estrenaría en 2023.
En octubre de 2022, se anunció que Warner Bros. Discovery reduciría a la mitad la primera temporada de la serie derivada. En julio de 2023, se anunció que la serie se emitiría como parte del calendario regular de Cartoon Network, además de Cartoonito. Un adelanto de la serie se emitió el 20 de septiembre de 2023 y se estrenó oficialmente el 2 de octubre de 2023.
En noviembre de 2023 se informó que la serie terminaría después de su primera temporada.